# 2A3 Kondensator 2P
Il 2A3 Kondensator 2P (in cirillico: 2А3 «Конденсатор»?) era un cannone semovente da 406 mm, progettato per sparare proiettili a testata nucleare. Sviluppato a metà degli anni cinquanta, fu ritirato dal servizio negli anni sessanta. 2A3 è la designazione GRAU.

## Sviluppo
Le origini del "Kondensator" risalgono agli inizi della guerra fredda. Nei primi anni cinquanta, infatti, gli Stati Uniti implementarono una dottrina che prevedeva la possibilità di utilizzare le armi nucleari ad ogni livello, incluso quello tattico. Lo scopo era quello di compensare, in qualche modo, il grande vantaggio numerico esistente a favore dei sovietici.
In questo ambito, uno dei sistemi d'arma realizzati fu il cannone M65, conosciuto anche con il nomigliolo di Atomic Annie. Si trattava di un pezzo da 280 mm del peso di 85 t, in grado di sparare un proiettile a carica nucleare a oltre 30 km. Entrato in servizio nel 1952, venne schierato in Germania a partire dal '53. Furono costruiti 20 esemplari perciò i sovietici decisero di realizzare qualcosa di simile.
Nel 1954 fu avviato un programma riguardante la realizzazione di un cannone da 406 mm semovente, anch'esso in grado di sparare proiettili atomici. Gli uffici tecnici coinvolti furono due.
- OKB Grabin: cannone. Vasilij Gavrilovič Grabin realizzò l'SM-54, un 406 mm in grado di sparare testate nucleari a circa 25 chilometri. I lavori, portati avanti presso lo Stabilimento 221, terminarono il 3 agosto 1955.
- OKB Kotlin: scafo. Sviluppato con il nome di Oggetto 271, fu realizzato negli Stabilimenti Kirov di Leningrado. La messa a punto terminò poco dopo il cannone. Sostanzialmente si trattava del modello T-10, lo stesso che era stato utilizzato per il 2B1 Oka.

L'intero sistema di artiglieria fu completato il 26 dicembre 1956 negli stabilimenti Kirov, e ricevette la designazione militare di 2A3. Ne furono costruiti quattro.

## Tecnica
Il Kondensator era un cannone semovente del peso di 64 t, con velocità sui 30 km/h. Aveva un diesel V-2-IS raffreddato ad acqua, dalla potenza di 700 hp.
L'armamento principale era costituito da un cannone Grabin SM-54 da 406,4 mm, in grado di sparare un proiettile a carica atomica del peso di 570 kg ad una distanza massima di 25,6 km. La velocità iniziale del proiettile era di 716 m/s. La celerità di tiro era di un colpo ogni cinque minuti: le operazioni di ricarica erano piuttosto complesse, e potevano essere effettuate solo con il cannone in orizzontale. Sul veicolo, inoltre, veniva portato un solo proiettile e due cariche di polvere.
L'equipaggio era costituito dal solo guidatore.

## Utilizzo
La vita operativa dei Kondensator fu relativamente breve. Infatti, dopo essere stati ampiamente sottoposti a test e prove varie, i quattro semoventi furono assegnati alla riserva di artiglieria. Rimasero in servizio fino alla metà degli anni sessanta, quando furono ritirati. Infatti, le riforme militari decise da Nikita Sergeevič Chruščёv privilegiavano i sistemi missilistici tattici, dal raggio maggiore e più versatili, piuttosto che i grandi cannoni.
Dei quattro 2A3 Kondensator 2P, uno di questi è ancora oggi visibile presso il Museo Centrale delle Forze Armate di Mosca, mentre degli altri tre si sono perse le tracce.
Gli osservatori occidentali ebbero modo di vedere pubblicamente la nuova arma nel 1957, in occasione di una parata sulla Piazza Rossa. Il semovente destò una certa impressione e trovare informazioni su di esso fu piuttosto difficile. In Occidente, inoltre, si ritenne erroneamente che il calibro fosse di 310 mm, e quindi fu chiamato SU-310.
Complessivamente il Kondensator era piuttosto ingombrante. L'unico vantaggio rispetto ai missili era la celerità di tiro: i primi modelli FROG avevano un tempo di ricarica di 30 minuti, sei volte superiore al 2A3.
Per il resto era afflitto da problemi tecnici (il fortissimo rinculo provocava danni strutturali allo scafo) e piuttosto difficile da trasportare, a causa del peso e delle dimensioni.I FROG avevano una gittata utile maggiore ed erano meno costosi.
Per finire, gli occidentali tenevano d'occhio questi cannoni, e quindi la loro sopravvivenza in caso di guerra sarebbe stata piuttosto dubbia.
Furono tutte queste considerazioni, oltre che lo sviluppo della missilistica, che indussero Chruščёv a ritirarli dal servizio. La cosa fu notevolmente semplificata dal ridottissimo numero di esemplari.